# Chumba Yumco
Chumba Yumco (kinesiska: Chongba Yongcuo, 冲巴雍错) är en sjö i Kina. Den ligger i den autonoma regionen Tibet, i den sydvästra delen av landet, omkring 220 kilometer sydväst om regionhuvudstaden Lhasa. Trakten runt Chumba Yumco består i huvudsak av gräsmarker.